# Психогенное переедание
Психоге́нное перееда́ние (также приступообра́зное перееда́ние, компульси́вное перееда́ние или расстро́йство компульси́вного перееда́ния, гиперфаги́ческая реа́кция на стре́сс; англ. binge-eating disorder, сокращённо BED) — расстройство приёма пищи, представляющее собой чрезмерное употребление еды, приводящее к появлению лишнего веса, и являющееся реакцией на дистресс. Может следовать за утратой близких, родами, несчастными случаями, хирургическими операциями и эмоциональным дистрессом, особенно у лиц, предрасположенных к полноте.
Характерной особенностью расстройства является то, что при психогенном (или эмоциональном) переедании человек зачастую не испытывает реального физического голода. Именно поэтому при таком виде переедания чаще всего упор делается на богатую углеводами и/или жирами пищу (сладости, «junk food» и т. п.) с целью заглушить сильные эмоции.

## Диагностика психогенного переедания

### Международная классификация болезней
Психогенное переедание имеет разные формы, от лёгкой до крайней, находящейся на границе с нервной булимией. В Международной классификации болезней 10-го пересмотра (МКБ-10) кодом F50.4 обозначалось «переедание, сочетающееся с другими психологическими нарушениями» (включая психогенное переедание). МКБ-10 не даёт чётких диагностических критериев этого расстройства и не выделяет его как отдельную нозологическую единицу.

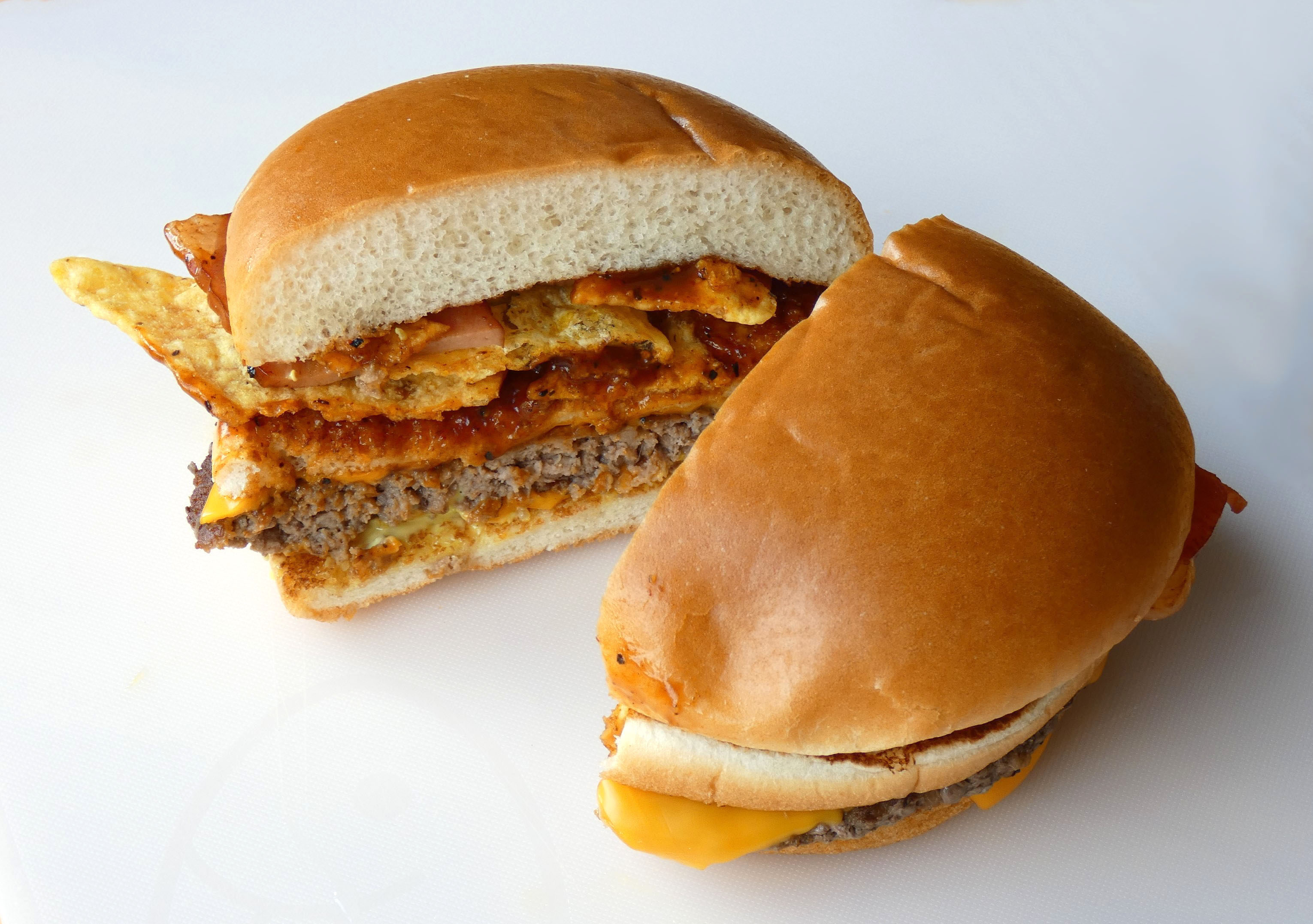
Жирная, сильно сладкая и солёная пища — та, которую люди чаще всего употребляют в больших количествах при психогенном переедании.

Произвольным образом можно выделить следующие возможные симптомы, связанные с психогенным перееданием:
- Эпизоды потери контроля над процессом поглощения пищи

- Эпизоды обжорства во время выраженного стресса

- Поедание ненормально большого количества пищи за короткий промежуток времени
- Поедание больших количеств пищи при отсутствии чувства голода

- Еда до отвала
- Еда в состоянии депрессии, грусти или скуки

- Еда в одиночестве, из чувства стыда, связанного с процессом еды
- Еда в одиночестве, из желания скрыть эпизод обжорства
- Чувство отвращения, депрессии или вины после эпизода обжорства

#### Одиннадцатый пересмотр МКБ
В МКБ-11 (2018) расстройство компульсивного переедания по аналогии с DSM-5 выделено в отдельный диагноз раздела «расстройства питания и приёма пищи» (код 6B82).

### Диагностическое и статистическое руководство
В Диагностическом и статистическом руководстве по психическим расстройствам пятого издания (DSM-5) расстройство компульсивного переедания (BDE; код 307.5/F50.8) охарактеризовано питанием пациента в конкретный период времени количеством пищи, которое определённо больше, чем большинство людей съело бы за аналогичный период времени при аналогичных обстоятельствах. Кроме того, обычно преобладает ощущение потери контроля над приёмом пищи (например, чувство невозможности прекращения еды или контроля над количеством потребляемого).
Эпизоды компульсивного переедания должны быть связаны с тремя или более из следующих критериев:
1. Приём пищи до чувства дискомфортного ощущения полноты.
2. Приём пищи гораздо быстрее, чем обычно.
3. Чувство отвращения к себе, чувство вины или подавленное настроение после приёма пищи.
4. Приём большого количества пищи при отсутствии физиологического голода.
5. Питание в одиночестве из-за чувства смущения из-за того, как много ешь.

### Дифференциальный диагноз
Согласно МКБ-10, избыточную массу тела при диагностике данного состояния не следует кодировать как причину психических нарушений. Тем не менее тучность может обусловливать чувствительность индивидуума относительно своего внешнего вида и способствовать потере уверенности в межличностных связях, а субъективная оценка размера тела может оказаться преувеличенной. Лишний вес как причина психических нарушений относится к таким группам МКБ-10, как F38 (другие аффективные расстройства (расстройства настроения)), F41.2 (смешанное тревожное и депрессивное расстройство) или F48.9 (неуточнённое невротическое расстройство) в сочетании с одним из кодов группы E66.0—E66.9 для указания степени, формы и причины ожирения.
Избыточная масса как проявление побочного эффекта долгосрочной терапии нейролептиками (нейролептический метаболический синдром), антидепрессантами или другими препаратами также не считается психогенным перееданием и классифицируется как E66.1 (ожирение, вызванное приёмом лекарственных средств) в сочетании с дополнительной рубрикой из класса XX («внешние причины») для указания препарата.
Лишний вес может стать мотивацией к соблюдению диеты, что в свою очередь приводит к лёгким аффективным симптомам (тревога, беспокойство, слабость и раздражительность) или, реже, к тяжёлым депрессивным симптомам («депрессия диеты»), для этих симптомов используется соответствующий код из F30—F39 (аффективные расстройства) или F40—F48 (невротические, связанные со стрессом и соматоформные расстройства) в сочетании с F50.8 (другие расстройства приёма пищи), для указания диеты и E66 (ожирение) для указания на тип ожирения.
При диагностике психогенного переедания должна быть исключена полифагия (R63.2).

## Генетическая предрасположенность
Современная медицина активно занимается изучением вопроса генетической предрасположенности к перееданию. Исследования показывают, что дети полных родителей обычно предпочитают жирную пищу, не любят овощи и чаще склонны к перееданию. В качестве доказательств причастности генетики, а не воспитания приводится много фактов. В частности, исследования близнецов показывают, что у однояйцевых близнецов, воспитывающихся в одной семье, в одних условиях, больше сходства в гастрономических предпочтениях, чем у разнояйцевых близнецов, также воспитывающихся в одной семье, посещающих одно и то же учебное заведение.
За период с 2002 по 2003 годы учёные обнаружили шесть новых генов, которые связаны с ожирением. По оценкам британских медиков, носители связанных с ожирением вариантов всех шести генов, в среднем, весят на пять фунтов (около 2 кг) больше нормы. То есть не обязательно гены должны привести к ожирению. Однако связь между патологическими вариантами этих генов и ожирением всё равно выраженная, таким образом вероятность ожирения при наличии данных вариантов генов повышается во много раз по сравнению с верно функционирующим вариантами. Наука оценивает количество людей с комбинацией шести генов в 40—70 % от всего населения земного шара, страдающего излишним весом.
Далеко не все из этих шести генов действительно влияют на обмен веществ. Можно выделить как минимум три гена, которые обуславливают ожирение в результате склонности к перееданию, вызванной именно этими генами. Это гены GAD2, Taq1A1, FTO.

### Влияние гена GAD2
В 2003 году было обнаружено, что роль стимуляции аппетита играет ген, известный как GAD2. Он ускоряет выработку в мозгу ГАМК (гамма-аминомасляной кислоты), химическая реакция которой с нейропептидом Y стимулирует аппетит. У людей с более активной из двух форм гена GAD2 ГАМК выделяется в бо́льших количествах, соответственно, и склонность к перееданию у них больше. При этом вторая форма наоборот защищает от ожирения.

### Влияние гена Taq1A1
Также установлено, что по наследству передаётся низкий уровень дофамина — гормона, который вызывает чувство удовольствия и насыщения. При низком уровне этого гормона наблюдается замедленное принятие решений, нарушения двигательной активности и сердечно-сосудистой системы, при этом указанные отклонения дополняются перееданием. Также переедание может быть связано с малым количеством рецепторов дофамина D2, что вызвано аллелем Taq1A1, при этом данное генетическое отклонение, по оценкам учёных, имеет половина населения развитых стран. Также с этими рецепторами связана наркотическая зависимость. Исследования мозга показывают, что испытуемые (молодые женщины, склонные к полноте), после того, как выпьют чашку шоколадного молочного коктейля, испытывают меньшую реакцию на удовольствие в мозгу, чем те, у кого нет излишнего веса. Эта реакция как раз обусловлена дофамином. Год спустя те же участницы исследования, которые показали сниженную реакцию мозга на приём пищи, показали и значительно больший набранный вес.
Американцы испытывали свою теорию на людях. Чтобы заработать вознаграждение в виде пищи, каждый испытуемый должен был нажать на кнопку мыши на компьютере 20 раз, чтобы получить больше пищи — 40 раз, либо выбрать вместо пищи отдых с чтением газеты. Люди с геном Taq1A1 нажимали на кнопку гораздо активнее остальных. В сочетании с мотивацией получить пищу, генотип вынуждает людей есть всё больше и больше. Но при этом сама по себе высокая мотивация к еде не обязательно связана с данным генотипом, хотя носители генотипа в ходе эксперимента ели всё равно больше, чем люди с высокой мотивацией к еде, но без гена Taq1A1. Таким образом, дофамин может быть объектом для медикаментозной терапии снижения веса.

### Влияние гена FTO
Также склонность к перееданию связана с геном, получившим название FTO. Ранее исследования показывали связь этого гена с повышенной массой тела. Однако более поздние исследования показали, что у детей этот ген в не меньшей степени связан с перееданием: дети, относящиеся к группе риска, будучи сытыми, не отказывались от тарелки с печеньем. Генетическая связь между геном FTO и интересу детей к физическим упражнениям, впрочем, не обнаружена, поэтому можно считать, что генетическая склонность к перееданию ещё не означает приговор на всю жизнь.

### Обратная связь с генами
Переедание имеет и обратную связь с генами: оно, даже не будучи генетически обусловленным, может нарушить генетическую структуру человека, добавляя в картину наследственности потомков, кроме ожирения, ещё и диабет и сердечно-сосудистые патологии. При этом речь идёт об изменении именно групп генов, а не единичных генов. Количества этих генов, по оценкам учёных, составляют сотни, и эти гены у подопытных мышей изменялись в результате высокожирной диеты. Результаты исследований на мышах подтвердились и при анализе историй болезни пациентов, подверженных перееданию. В свою очередь, предрасположенность к перееданию вызывается также наличием в родословной диабетиков. Пациенты с излишним весом и предками, имевшими диабет 2-го типа, набирают вес значительно быстрее, чем люди, не имеющие такого генотипа.
Установлено, что переедание и ожирение поражают гены, ответственные за макрофаги. В нормальном состоянии выработка макрофагов защищает организм от инфекций и других негативных для него факторов. В случае генетических нарушений, вызванных перееданием, их выработка ослабляется. Возникает также генетическая предрасположенность к так называемому метаболическому синдрому, который включает в себя высокий уровень сахара в крови, высокое давление и закупорку артерий.

## Терапия
Психогенное переедание — это комплексная проблема, сочетающая в себе как чисто психологический, так и чисто физиологический факторы. Физиологический фактор представляет собой физические проблемы, связанные с лишним весом: нарушение обмена веществ, повышенная нагрузка на организм и др. Психологический фактор — это, с одной стороны, тяжёлые эмоциональные переживания страдающего психогенным перееданием человека, а с другой — трудности, связанные с соблюдением человеком диеты. Как следствие, психогенное переедание зачастую требует одновременной работы с обоими факторами путём обращения и к психотерапевту/психиатру, и к диетологу/врачу.
При когнитивно-поведенческой терапии проблему психогенного переедания рассматривают как проблему тяжёлого эмоционального состояния, при котором возникает переедание. Детально анализируются обстоятельства, способствующие перееданию, и, наоборот, обстоятельства, помогающие пациенту удерживаться от переедания, потенциальные пути решения проблемы и ресурсы, которые могут помочь решить проблему переедания (увеличение источников удовольствия, активные занятия и пр.).
По состоянию на январь 2015 года лиздексамфетамин (торговое наименование «вивансе») является единственным препаратом, одобренным Управлением по контролю за продуктами и лекарствами США (Food and Drug Administration) специально для лечения психогенного переедания.
Три других класса препаратов также используются при лечении переедания: антидепрессанты, противоэпилептические препараты и препараты для лечения ожирения. Было обнаружено, что антидепрессанты группы селективных ингибиторов обратного захвата серотонина (СИОЗС), такие как флувоксамин, флуоксетин и сертралин, эффективно уменьшают эпизоды переедания и снижают вес.

## В религии
Обжорство считается грехом в некоторых религиях, так, например, в православной традиции обжорство вместе с пристрастием к утончённым вкусовым ощущениям является первой и коренной из восьми греховных страстей и носит название чревоугодия.
В сатанизме Лавея обжорство наоборот одобряется, как и другие христианские «грехи». В «Сатанинской библии» указывается, что обжорство — всего лишь означает есть больше, чем это требуется для поддержания жизни, при этом другой «грех» — гордыня — при переедании побудит вас начать ограничивать себя, чтобы сохранить внешность, а значит, и самоуважение.